# Kalkarindji

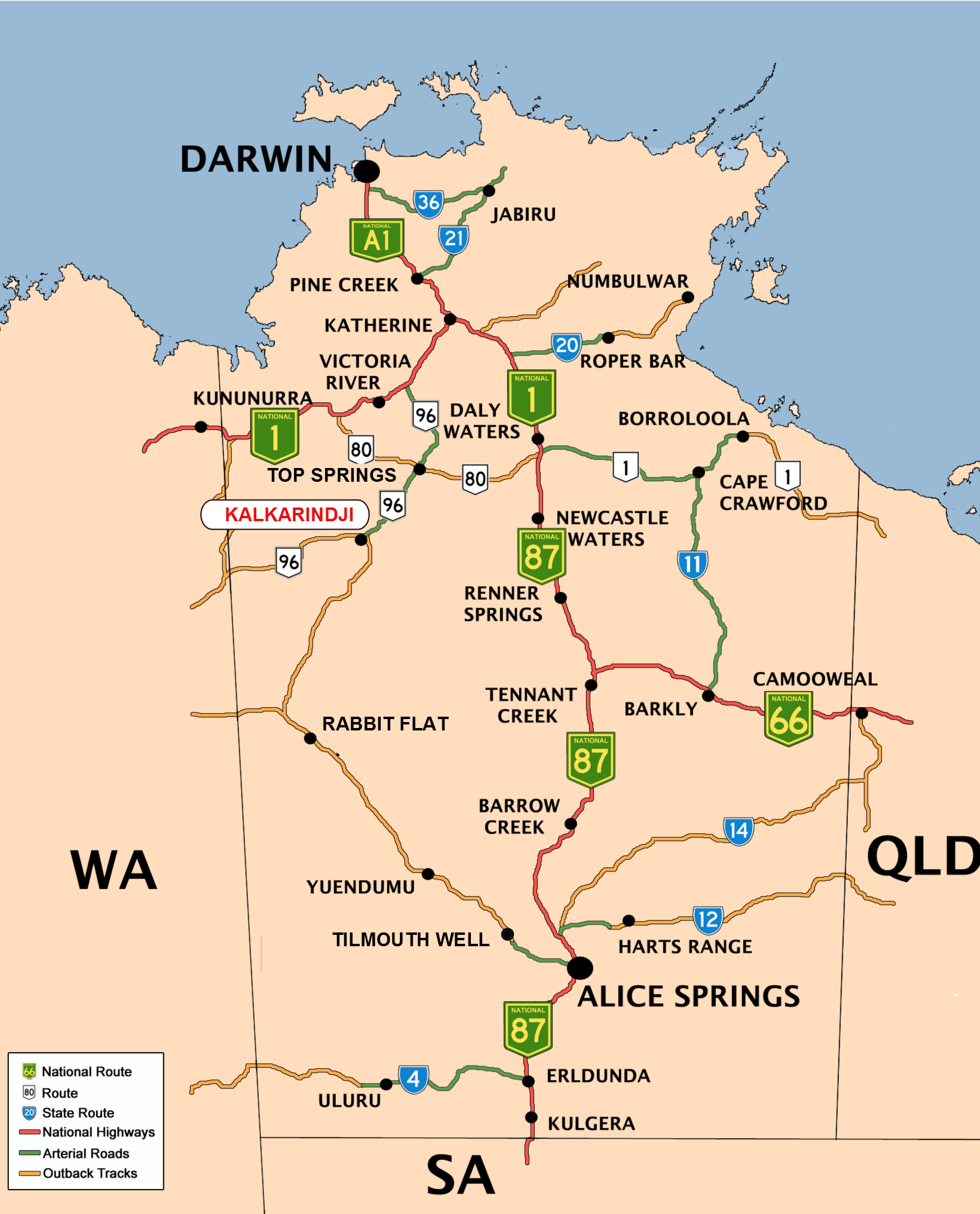
Mapa dróg Terytorium Północnego z Kalkarindji

Kalkarindji – miejscowość na obszarze Terytorium Północnego w Australii, położona przy drodze Buntine Highway w pobliżu parku narodowego Gregory, około 460 km na południowy zachód od Katherine.